# Kleiner Kohlweißling

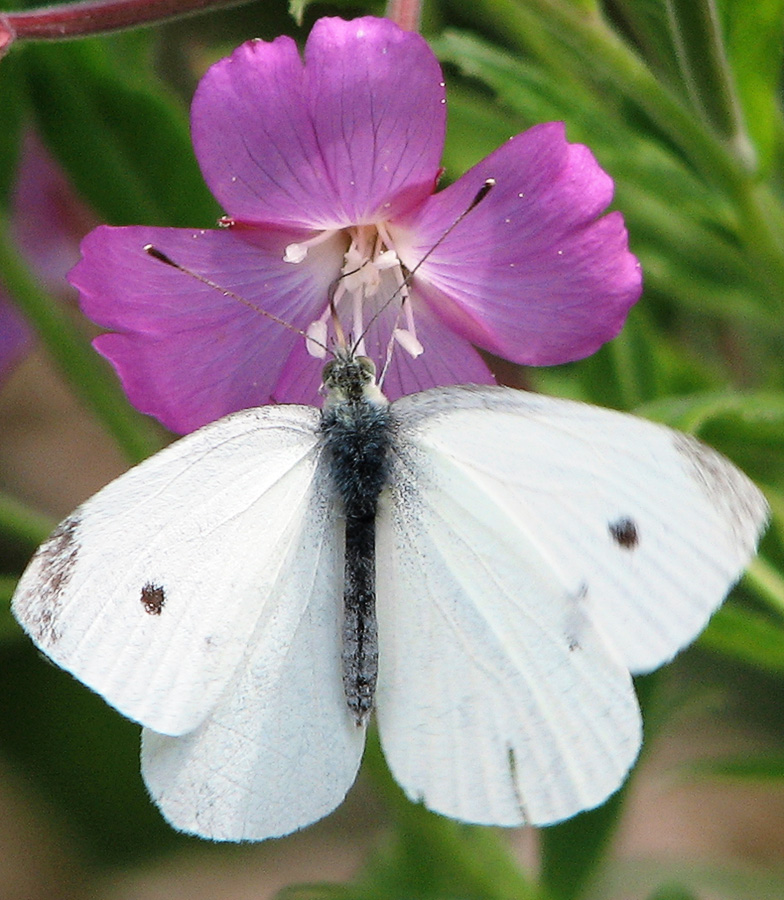
Kleiner Kohlweißling

Der Kleine Kohlweißling (Pieris rapae) ist ein Schmetterling (Tagfalter) aus der Familie der Weißlinge und gehört zu den am häufigsten in Mitteleuropa vorkommenden Tagfaltern. Das Artepitheton leitet sich vom lateinischen Wort rapa (die Rübe) ab. Rüben zählen jedoch nicht zur Nahrung der Raupen.

## Merkmale
Die Tiere haben eine Flügelspannweite von 40 bis 50 Millimeter; die Oberseite der Flügel ist weiß mit dunkelgrauen Rändern. Auf dem Vorderflügel der Männchen befindet sich ein grauer Fleck, beim Weibchen sind es zwei. Die Oberseiten der Hinterflügel sind cremig weiß und besitzen einen ebensolchen grauen Fleck, welcher beim Männchen weit weniger ausgeprägt ist als beim Weibchen. Die Unterseiten der Flügel sind gräulich gelb gefärbt, wobei die Vorderflügel eher zum Weiß tendieren.
Die Raupen erreichen eine Länge von 25 Millimeter, sind hell- bis mattgrün gefärbt und zeigen gelbliche Seiten- und Rückenstreifen sowie weiße Farbpigmente. Sie sind dicht und kurz behaart.

## Ähnliche Arten
- Großer Kohlweißling, Pieris brassicae (Linnaeus, 1758)
- Karstweißling, Pieris mannii (Mayer, 1851)
- Bergweißling, Pieris bryoniae (Hübner, 1805)
- Pieris ergane (Geyer, [1828])
- Krüpers Weißling, Pieris krueperi Staudinger, 1860
- Rapsweißling, Pieris napi (Linnaeus, 1758)

## Verbreitung
Der Kleine Kohlweißling ist in ganz Europa und in Nordafrika verbreitet. Er kommt auch auf allen Kanarischen Inseln vor, ist jedoch selten auf Fuerteventura und wurde nur ein einziges Mal auf Lanzarote nachgewiesen. In Nordamerika wurde er im 19. Jahrhundert und in Australien und Neuseeland im 20. Jahrhundert eingeschleppt. Die Art ist fast überall anzutreffen, wo ihre Futterpflanzen vorkommen.

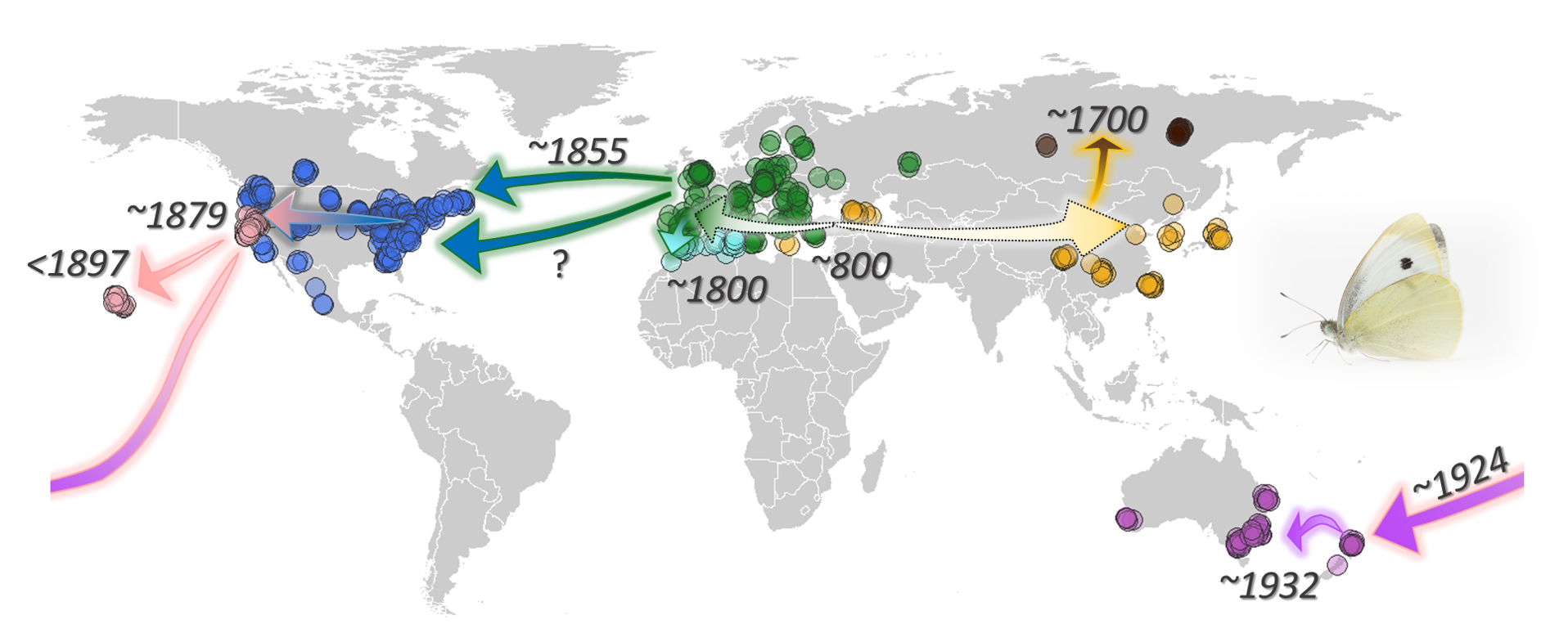
Verbreitungsgeschichte des Kleinen Kohlweißling

## Lebensweise
Die Eier werden einzeln im April und im Juli an Blättern abgelegt, die Larvenentwicklung ist nach etwa einem Monat abgeschlossen. Zu den Futterpflanzen gehören Kreuzblütler (Brassicaceae), Kaperngewächse (Capparaceae) zum Beispiel Kapern (Capparis spinosa), Kapuzinerkressengewächse (Tropaeolaceae), Resedagewächse (Resedaceae) und Fuchsschwanzgewächse (Chenopodiaceae). Die Überwinterung erfolgt im Puppenstadium, oft ein bis drei Meter über dem Boden an Wällen, Zäunen und so weiter.

### Flug- und Raupenzeiten
Kohlweißlinge können im Jahr in bis zu vier Generationen von März bis November auftreten. Auf den Kanaren wurde er ganzjährig nachgewiesen.

### Schädling
Er tritt inzwischen nahezu weltweit auf, weil die Insekten zusammen mit dem Gemüse verschleppt wurden. Die Raupen sind ein bedeutender Schädling in der Landwirtschaft und im Gemüseanbau. Der Hauptschaden im Kohlanbau durch den Fraß der Raupen tritt meist ab dem Monat Juni auf. Da sich die Larven im weiteren Verlauf auch in die Köpfe der Kohlpflanzen einfressen, kann der Schaden sehr hoch sein. Bekämpfungsmaßnahmen sind daher immer vor diesem Zeitpunkt durchzuführen.

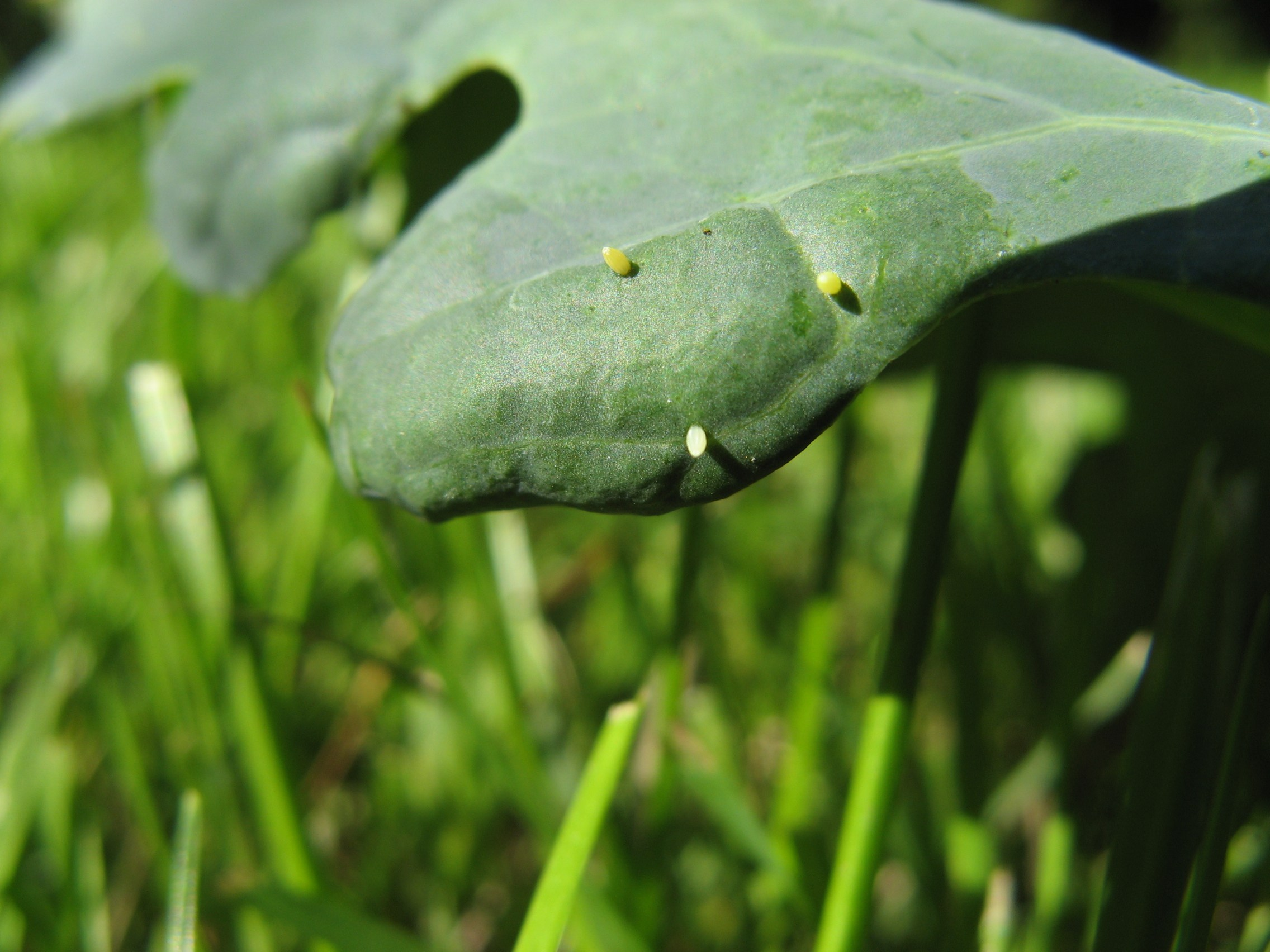
Eier des Kleinen Kohlweißlings
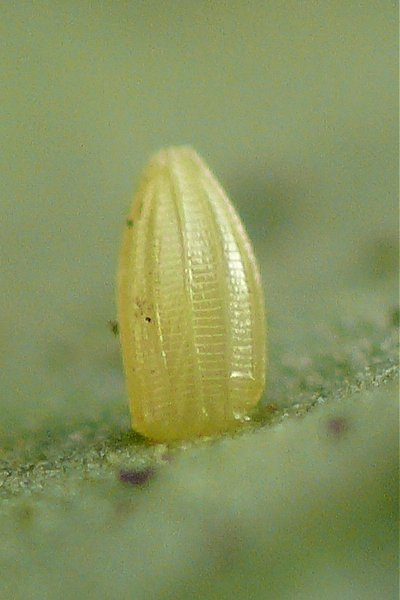
Ei des Kleinen Kohlweißlings
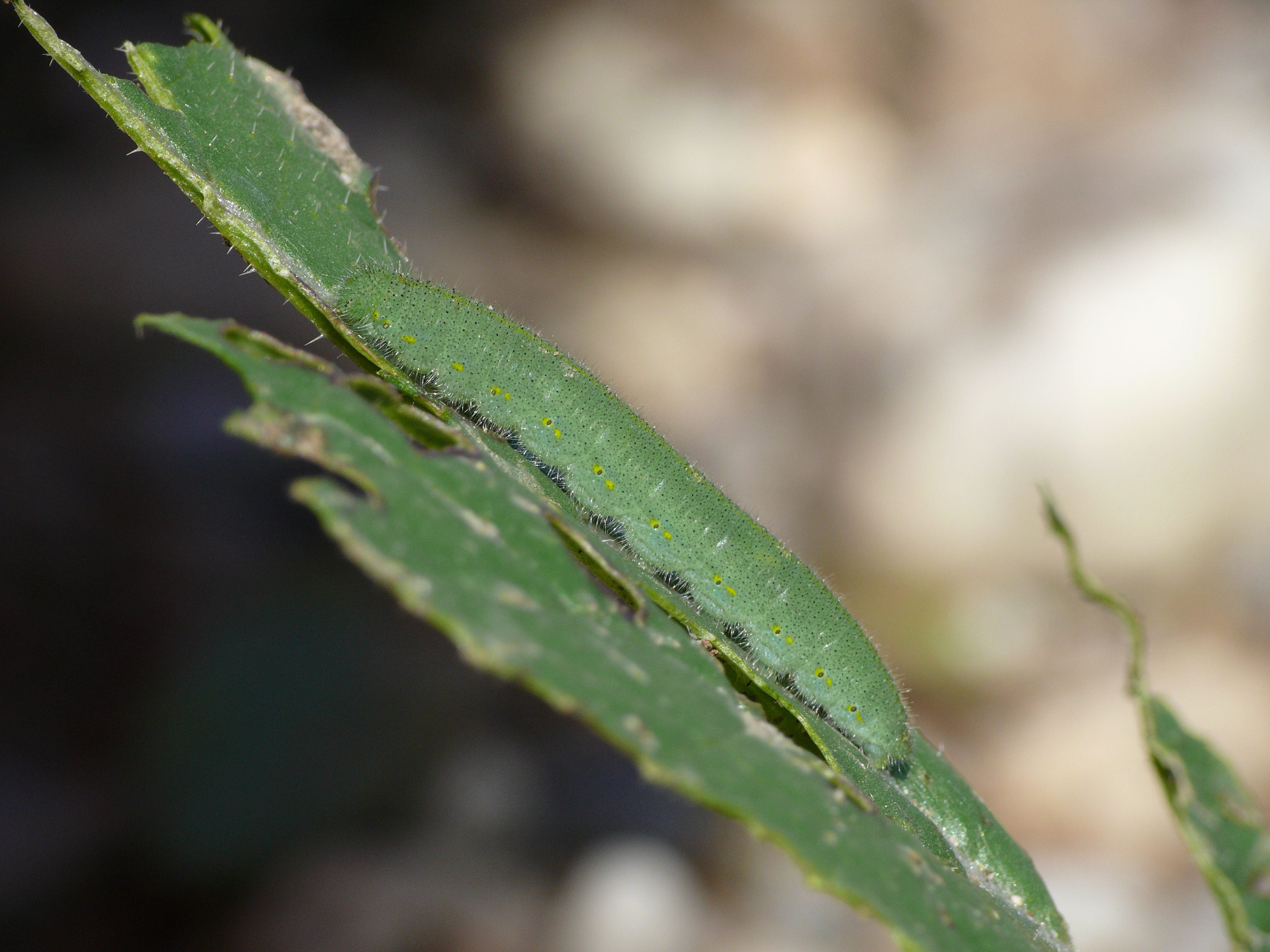
Raupe des Kleinen Kohlweißlings
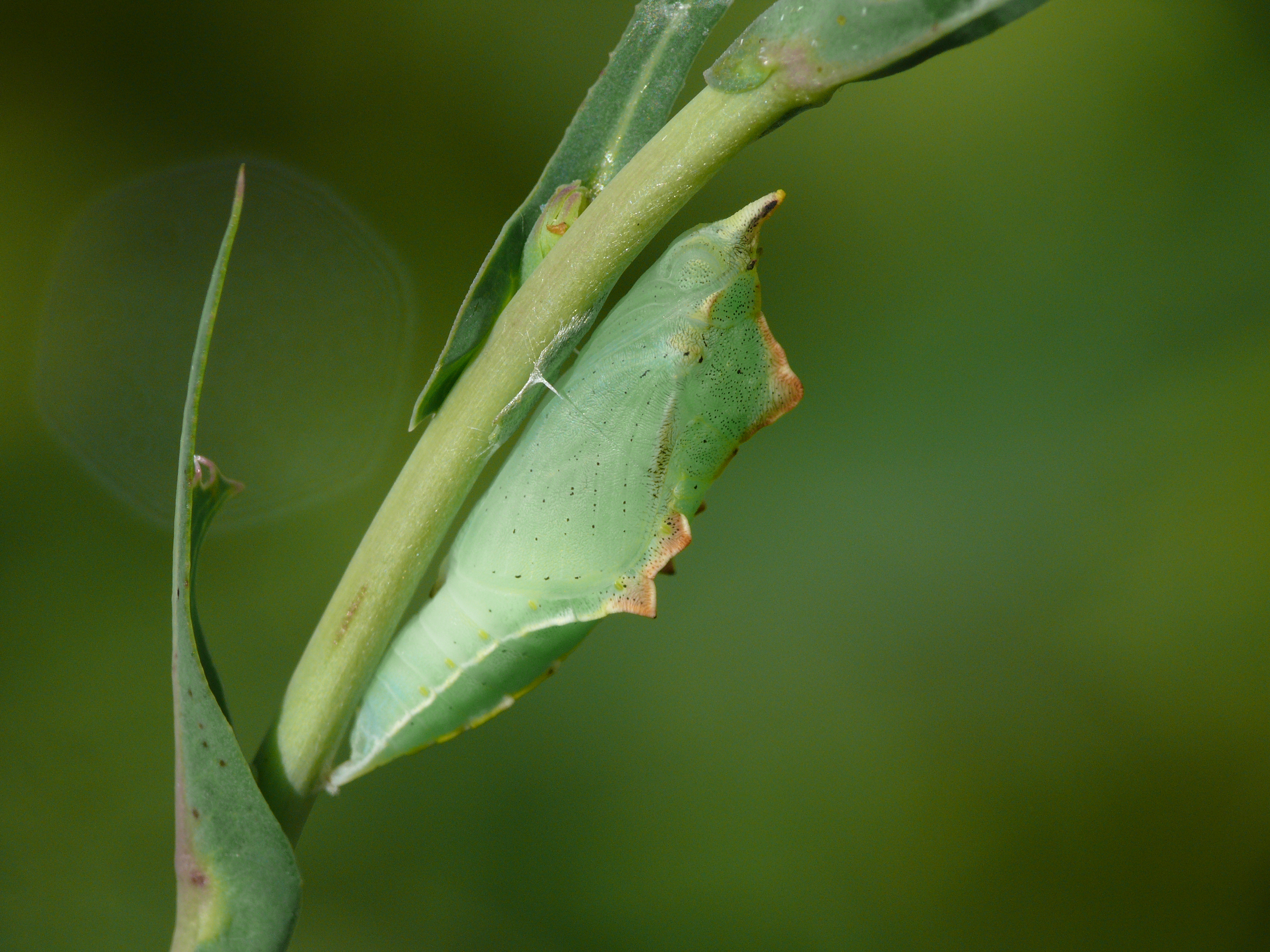
Puppe des Kleinen Kohlweißlings

### Erstbeschreibung
Carolus Linnæus: Systema naturæ per regna tria naturæ, secundum classes, ordines, genera, species, cum characteribus, differentiis, synonymis, locis. Tomus I. Editio decima, reformata. Holmiæ (Salvius), 1758, 824 S., S. 1–4, (Papilio rapae) S. 468.